# Goiás EC
Goiás Esporte Clube, eller bara Goiás, är en fotbollsklubb från staden Goiânia, som ligger i delstaten Goiás i Brasilien. Klubben grundades 1943. Klubben lyckades säsongen 2010 komma tvåa i Copa Sudamericana där de förlorade finalen mot den argentinska klubben Independiente och åkte samma säsong ur den högsta ligan i Brasilien.

## Stadium
Goiás' stadium  Estádio da Serrinha, med en maximal kapacitet på 14 450 personer.

## Support
Det är för närvarande den fotbollsklubb som har det största antalet fans i Goiás, norra och mellanvästern i Brasilien, enligt en gallupundersökning gjord av Placar. och Pluri Consultoria.

## Spelare
Se Spelare i Goiás EC